# Ifosfamide
La ifosfamide è una mostarda azotata, un chemioterapico antineoplastico e più precisamente un agente alchilante analogo strutturale della ciclofosfamide rispetto alla quale presenta alcune differenze per quanto riguarda lo spettro e l'attività antitumorale.

## Chimica
Il composto si presenta come una polvere cristallina biancastra. Facilmente solubile in acqua, è molto solubile in alcool etilico, metilico ed isopropilico, nel diclorometano ed in acetato di etile.
Una soluzione al 10% di principio attivo, in acqua, ha un pH compreso fra 4 e 7.

## Farmacodinamica
Ifosfamide è un profarmaco che viene attivato a livello epatico da enzimi del citocromo P450 con formazione di una mostarda azotata bifunzionale, la ifosforamide che rappresenta il principale metabolita attivo. 
La ifosforamide è dotata di 2 gruppi elettrofili che possono alchilare guanina, adenina e citosina. 
Si formano legami crociati tra due eliche di DNA e ciò interferisce con la replicazione dell'acido nucleico stesso, con la trascrizione dell'RNA ed infine con la sintesi delle proteine. 
La ifosfamide non è ciclo-specifica, anche se i suoi effetti sono molto più evidenti quando la cellula entra nella fase di attiva sintesi e duplicazione del materiale genetico, la cosiddetta fase S.

Il composto è dotato anche di attività immunosoppressiva.

## Farmacocinetica
A seguito di somministrazione per via endovenosa viene raggiunto un picco di concentrazione plasmatica (Cmax) dopo circa 20-30 minuti. L'emivita plasmatica, in rapporto al dosaggio, varia tra 4 e 15 ore. Nei soggetti anziani l'emivita tende ad essere un poco più prolungata.  Ifosfamide non si lega alle proteine plasmatiche.

Il farmaco viene metabolizzato nel fegato a metaboliti attivi ed inattivi.
In particolare viene metabolizzato a 4-idrossiifosfamide da enzimi microsomiali. Questa è in equilibrio con aldoifosfamide, che ne rappresenta la forma aldeidica aperta, la quale a sua volta spontaneamente evolve a ifosforamide con liberazione di acroleina. 
Il metabolismo della ifosfamide sembra andare incontro a saturazione in caso di somministrazione di elevati dosaggi. 
Acroleina ed altri metaboliti della ifosfamide, hanno un'azione irritante a livello dell'epitelio del tratto urinario e possono causare gravi cistiti emorragiche. 
Il composto e relativi metaboliti sono eliminati dall'organismo principalmente attraverso l'emuntorio renale ed in misura quasi trascurabile (2%) tramite le feci.

## Tossicologia
Nel ratto il valore della DL50, per somministrazione intraperitoneale, è di 160 mg/kg peso corporeo.

## Usi clinici
La ifosfamide viene utilizzata nel trattamento di tumori di natura solida. In particolare è stata utilizzata per il trattamento del cancro testicolare, per il sarcoma dei tessuti molli, osteosarcoma,tumore della vescica avanzato, carcinoma polmonare a piccole cellule, cancro dell'ovaio e della cervice uterina, carcinoma mammario e linfomi non-Hodgkin.

## Effetti collaterali e indesiderati
Il farmaco può causare una mielosoppressione transitoria, dose-dipendente con leucopenia, neutropenia e trombocitopenia.
 
Sono frequentemente descritti gravi effetti tossici a carico dell'apparato urinario: cistiti emorragiche talvolta fatali (per irritazione chimica causata dai metaboliti attivi del farmaco), disuria, aumento della frequenza delle minzioni, ematuria, incremento dell'azotemia e della creatininemia.

Da considerare anche il rischio di tossicità a livello del sistema nervoso centrale (SNC): sonnolenza, disorientamento, confusione mentale, allucinazioni, letargia e coma sono i sintomi caratteristici.

Altri eventi avversi comuni sono nausea, vomito, alopecia. 
In alcuni pazienti può manifestarsi una nefrotossicità: insufficienza renale acuta e cronica, sindrome di Fanconi, diabete insipido, acidosi tubulare renale, glicosuria e proteinuria.

## Controindicazioni
Il farmaco è controindicato nei soggetti con ipersensibilità nota al principio attivo.
È inoltre controindicato in pazienti affetti da insufficienza epatica e renale, aplasia del midollo osseo o mielosoppressione. Non deve essere somministrato a soggetti con concomitanti infezioni, in particolare se a carico del tratto urinario.
La somministrazione in associazione a mercaptano solfonato (MESNA), in grado di legare i metaboliti tossici del farmaco a livello del tubulo renale, ed una adeguata idratazione del paziente, ne riduce la tossicità a livello renale.

## Dosi terapeutiche
L'ifosfamide viene somministrata per e.v. in bolo (soluzione diluita al 4%) o per infusione della durata di 30-120 minuti dopo diluizione in soluzione glucosata. La dose usuale totale è di 8-10 g/m2 di superficie corporea da somministrare in 3-5 giorni. Il ciclo può essere ripetuto ad intervalli di 2-4 settimane in relazione al numero dei leucociti. Alternativamente si possono somministrare 5-6 g di farmaco (fino a un massimo di 10 g) per infusione continua della durata di 24 ore.

## Gravidanza e allattamento
L'uso di ifosfamide nel primo trimestre di gravidanza è controindicato. In ogni caso il farmaco può essere utilizzato in gravidanza solo dopo una attenta valutazione del beneficio atteso per la madre rapportato al rischio potenziale che può correre il feto.
La FDA (Food and Drug Administration) ha inserito ifosfamide in classe D per l'uso in gravidanza. In questa classe rientrano i farmaci per i quali, nonostante l'evidenza positiva di rischi sul feto umano, i benefici terapeutici potrebbero giustificarne l'uso in gravidanza.

Il composto viene secreto nel latte umano e l'impiego di ifosfamide nelle donne che allattano al seno è sconsigliato.

## Interazioni
- Farmaci che inducono l'attività degli enzimi microsomiali epatici: possono esaltare gli effetti farmacologici e tossici della ifosfamide.
- Antidiabetici orali: la co-somministrazione con ifosfamide può potenziarne l'effetto ipoglicemizzante.
- Warfarin: l'assunzione concomitante con ifosfamide-MESNA può causare disturbi della coagulazione.
- Cisplatino: la co-somministrazione incrementa il rischio di nefrotossicità.[42]
- Agenti mielosoppressivi: l'assunzione concomitante esalta i possibili effetti tossici di tipo ematologico.